# Łamis Briedis
Łamis Briedis (ros. Ламис  Бредис, ur. 2 stycznia 1912 zm. 14 stycznia 1957) – radziecki animator oraz reżyser filmów animowanych.

## Wybrana filmografia

### Reżyser
- 1944: Orzeł i kret
- 1945: Zaginione pismo

### Animator
- 1943: Bajka o carze Sałtanie
- 1946: Wiosenne melodie
- 1948: Szara szyjka
- 1948: Niegrzeczny Fiedia
- 1949: Czarodziejski dzwoneczek
- 1949: Gęsi Baby-Jagi
- 1949: Wiosenna bajka
- 1950: Bajka o rybaku i rybce
- 1950: Cudowny młyn
- 1950: Żółty bocian